# Epiplema bellissima
Epiplema bellissima är en fjärilsart som beskrevs av W. Warren 1900. Epiplema bellissima ingår i släktet Epiplema och familjen Uraniidae. Inga underarter finns listade i Catalogue of Life.